# Jordy and the Dixies
Pour les articles homonymes, voir Jordy (homonymie).
Jordy and the Dixies est un groupe de rock français. Ils se disent influencés  par The Kinks, The Clash, Sex Pistols, Iggy Pop ou bien par Téléphone.[réf. souhaitée]

## Biographie
Dans un pub, Jordy, l'ex bébé-star, après avoir tenté un retour sur scène en 2006, fait la rencontre des Dixies (Matthieu - Matt, le batteur -, Corentin - Coco, le bassiste), sur l'île Anglo-Normande de Jersey. Leur nom est tout trouvé : ce sera Jordy and the Dixies.
Après avoir été rejoint par Kris, un guitariste anglais, ils auto-produisent leur premier album en 2008 sous le label Dur dur productions, album qu'ils vendent dans un premier temps sur internet. Quelques mois plus tard, un changement de batteur survient avec l'arrivée de Caroline, issue du groupe Plasticines. Les dates s'enchaînent alors en Normandie, en Bretagne et dans le Nord-Pas-de-Calais. Leur album est sorti en février 2009. Depuis la sortie de cet album, ils écument les petites salles de concert.

## Membres

### Membres actuels
- Jordy - chant, guitare[3]
- Coco - basse[3]
- Kris - guitare[3]
- Caroline - batterie (depuis 2008)[4]

## Ancien membre
- Mathieu - batterie - 2007-2008[réf. souhaitée]